# Université de Surrey
L'université de Surrey (University of Surrey) est une université publique anglaise située à Guildford.

## Composantes
L'université est structurée en quatre composantes :
- Faculté d'arts et de sciences humaines ;
- Faculté d'ingénierie et de sciences physiques ;
- Faculté de sciences médicales et de sciences de la santé ;
- Faculté de management et de droit.

## Personnalités liées à l'université

### Étudiants
- Jim Al-Khalili, physicien
- Ameenah Gurib-Fakim, présidente de l'Île Maurice
- Liz McInnes, députée du Labour
- Jim O'Neill, économiste britannique
- Kay Swinburne, femme politique britannique, membre du Parti conservateur, députée européenne
- George Young, homme politique britannique
- Lady Donli, musicienne nigériane
- Tony Attwood, psychologue britannique spécialiste du syndrome d'Asperger
- Julia Wissert, metteuse en scène allemande
- Mariéme Jamme, dirigeante d'entreprise sénégalaise, fait partie des 100 Women 2017